# قلعه داو دور
قلعه داو دور مربوط به دوران‌های تاریخی پس از اسلام است و در شهرستان کهگیلویه، بخش چاروسا، روستای بی ستون واقع شده و این اثر در تاریخ ۲۴ فروردین ۱۳۸۲ با شمارهٔ ثبت ۸۳۲۴ به‌عنوان یکی از آثار ملی ایران به ثبت رسیده است.